# Пакистанский монумент
Пакистанский монумент (англ. Pakistan Monument) — национальный мемориал в историческом центре столицы Пакистана Исламабада, на площади Шакарпариан (англ. Shakarparian). Сооружение по проекту пакистанского архитектора Арифа Масуда возводилось почти три года и было открыто 23 марта 2007 года. 
Памятник посвящён подвигу участников Пакистанского движения. Форма распустившегося цветка символизирует четыре провинции и три территории Пакистана, где четыре лепестка представляют собой провинции Пакистана, а остальные три лепестка — это Гилгит-Балтистан, Азад Кашмир и Зона Племён. 